# Солёная (приток Янчура)
Солёная (укр. Солона) — река на Украине, протекает в Великоновоселковском районе Донецкой области и Гуляйпольском районе Запорожской области. Долина трапециевидная, шириной до 2,5 км, глубиной до 20 м. Пойма шириной до 200 м, почти полностью распахана, встречаются пересыхающие озера. Русло извилистое, шириной до 5 м (в низовьях), на большой протяженности илистое, часто пересыхает. Есть несколько прудов. Река берёт начало возле села Володино (Донецкая область) и течёт на северо-запад, где принимая балку Грушевая, впадает в реку Янчур возле села Охотничье (Гуляйпольский район) (Запорожская область).

## Название
Такое название реки часто связывают с тем, что по её течению почвы часто переходят в солончаки. К тому же вода в некоторых местных колодцах и в самой реке имеет горьковатый, солоноватой привкус, то есть она насыщена солями.
Ещё одна народная версия связывает название реки с тем, что этой местностью в древности проходил Соленый (Соляной) путь — есть дорога, по которой чумаки везли соль, а на берегах этих небольших рек отдыхали. Таким образом, название реки Соленая вписывается в гидронимики этой географической зоны. Реку, которая показывала дорогу к соляным мест, люди могли назвать Соленой.